# Lisa Thomaidis

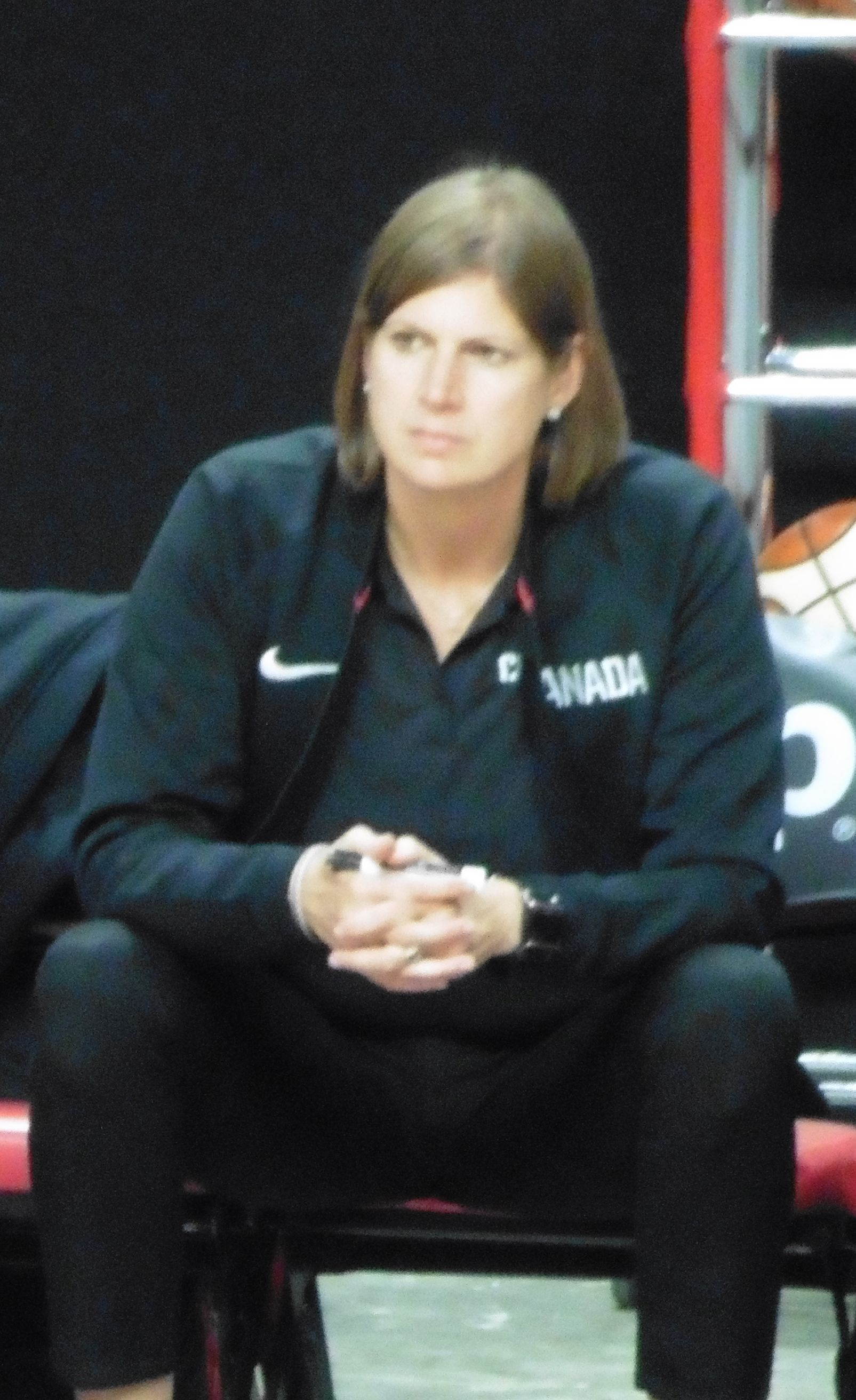
Lisa Thomaidis (2016)

Lisa JoAnn Thomaidis (* 23. Juli 1971 in York (Ontario)) ist eine kanadische Basketballtrainerin.

## Laufbahn
Die aus Dundas in der Provinz Ontario stammende Thomaidis, deren Vater aus Griechenland kommend in Kanada einwanderte, spielte Basketball, Volleyball und Fußball an der Highland Secondary School. Sie studierte von 1990 bis 1995 an der McMaster University und spielte in dieser Zeit auch für die Basketballauswahl der Hochschule. 2006 wurde Thomaidis in die Ruhmeshalle der McMaster University aufgenommen. Vor ihrer Zeit an der Hochschule besuchte die Flügelspielerin die Highland Secondary School in Dundas. Zwischen 1996 und 1998 stand sie als Berufsbasketballspielerin bei Apollon Ptolemaidas in Griechenland unter Vertrag, ehe sie sich aufgrund einer Knieverletzung als Spielerin zurückzog.
1998 trat sie an der University of Saskatchewan das Amt der Trainerin an. Im selben Jahr wurde Thomaidis zusätzlich Trainerin der Auswahl der Provinz Saskatchewan und übte dieses Amt bis 2001 aus. Die Frauen der University of Saskatchewan führte sie 2016, 2020 und 2025 zum Gewinn der kanadischen Hochschulmeisterschaft, 2011, 2018 und 2024 belegte man den zweiten sowie 2010 und 2022 den dritten Rang. Meistertitel in der Liga Canada West gewann man 2006, 2011, 2014, 2016, 2017, 2019, 2020, 2022, 2024 und 2025. Thomaidis wurde 2004, 2006, 2009, 2011, 2016, 2024 und 2025 als Trainerin des Jahres der Canada West und 2009 und 2011 des kanadischen Hochschulsportverbandes ausgezeichnet. Anfang Februar 2025 gelang Thomaidis mit der University of Saskatchewan der 345. Sieg ihrer Amtszeit, mit diesem Wert setzte sie sich in der ewigen Bestenliste der Liga Canada West an die Spitze.
Neben ihren Aufgaben im Hochschulsport wurde Thomaidis für den kanadischen Basketballverband tätig, gehörte ab 2001 als Assistenztrainerin zum Aufgebot der kanadischen Basketballerinnen, unter anderem auch bei den Olympischen Sommerspielen 2012. 2013 stieg sie zur hauptverantwortlichen Nationaltrainerin auf. Als solche war sie bis Ende September 2021 im Amt. Unter Thomaidis’ Leitung wurden 83 Länderspiele gewonnen und 44 verloren. Sie gewann mit Kanada 2015 die Panamerikanischen Spiele sowie 2015 und 2017 die Amerikameisterschaft. Bei den Olympischen Sommerspielen 2016 führte sie Kanadas Frauen auf den siebten Platz, bei Olympia 2020 (ausgetragen 2021) wurde die Viertelfinalteilnahme verpasst. Bei Weltmeisterschaften wurde Kanada während Thomaidis’ Amtszeit 2014 Fünfter und 2018 Siebter. 2013 holte man bei der Amerikameisterschaft Silber. Bei der Sommeruniversiade 2011 erreichte sie mit Kanadas Hochschulauswahl den sechsten Platz. In der Weltrangliste stieß Kanada unter Thomaidis auf den vierten Platz vor.
Ende April 2023 trat sie das Amt der deutschen Damen-Bundestrainerin an, ihre Arbeit an der University of Saskatchewan führte sie zusätzlich fort. Bei der EM 2023 führte sie die deutsche Auswahl auf den sechsten Platz und damit zur Teilnahme am Ausscheidungsturnier für die Olympischen Spiele 2024. Dort gelang der Sprung zu den Spielen in Paris, bei denen Thomaidis mit der Auswahl des Deutschen Basketball-Bundes im August 2024 das Viertelfinale erreichte, ehe man gegen Gastgeber Frankreich ausschied. Auch bei der EM 2025 führte sie die Deutschen ins Viertelfinale.